# Tiantai Shan (Zhejiang)
Der Tiantai Shan (chinesisch 天台山, Pinyin Tiāntái Shān, W.-G. T'ien-t'ai shan – „Himmelsterrassen-Berg“) oder Tiantai-Berg liegt im Osten der  chinesischen Provinz Zhejiang auf dem Gebiet der Kreise Tiantai, Ninghai und Juhua. Sein wichtigster Berg ist der Huading Shan 华顶山 mit 1098 Metern, der höchste der Cangshan Ding mit 1113 Metern.
Er ist für seine zahlreichen buddhistischen Klöster bekannt, darunter den Hauptsitz  einer der bedeutendsten Mahayana-Schulen des ostasiatischen Buddhismus (Tiantai zong)
Es befinden sich auch daoistische Stätten auf ihm.